# Wolfgang Kayser
Wolfgang Kayser (nacido el 24 de diciembre de 1906 en Berlín ; fallecido el 23 de enero de 1960 en Göttingen) fue un germanista alemán y estudioso de la literatura.

## Biografía
Kayser obtuvo su doctorado en 1932 con una tesis sobre la poesía del poeta barroco Harsdörffer, y su habilitación en 1935, escribiendo sobre la historia de la balada alemana. Durante la era nazi mostró lealtad al Partido Nazi. En 1933 se incorporó a las SA y en 1937 al NSDAP
En 1938 se convirtió en Privatdozent en Leipzig. En 1941 fue nombrado director del Instituto Cultural Alemán en Lisboa, cuyo papel describió como el de "profesor adjunto en el Servicio Imperial". También ocupó una cátedra de alemán en la Universidad de Lisboa. Durante ese período, ya estaba trabajando en lo que se convertiría en su libro de texto pionero, Das Sprachliche Kunstwerk: Eine Einführung in Die Literaturwissenschaft Zehnte Auflage ( El lenguaje del arte: una introducción a la literatura).
Despedido del servicio después de 1945, a partir de entonces trabajó principalmente como conferencista, autor y traductor independiente. En 1948 se publicó El lenguaje del arte, que tuvo una fuerte influencia en la literatura alemana de posguerra. En 1950 recibió una cátedra en la Universidad de Göttingen, donde trabajó hasta su muerte en 1960.
A medida que los estudios literarios alemanes se sacudieron el control de la politización que había dominado durante la era nazi, y los académicos se volcaron hacia una erudición literaria cada vez más europea y multidisciplinaria, Kayser ganó una reputación internacional. En 1954 fue nombrado miembro de la Academia Alemana de Lengua y Literatura en Darmstadt .

## Escrituras
- Dado Klangmalerei bei Harsdörffer (1932, 2. Aufl. 1962)
- Geschichte der deutschen Balada (1936, 2. Aufl. 1943)
- Vom Rhythmus En deutschen Gedichten. En: Dichtung und Volkstum. Bd. 39 (1938), S. 487@–510.
- Bürgerlichkeit und Stammestum En Theodor Tormentas Novellendichtung, 1938
- Gedichte des deutschen Barock (Auswahl und Nachwort, 1943), Insel-Bücherei 313/2 (weitestgehend kriegsvernichtet; Nachdruck 1989)
- O Problema dos Géneros Literários (1944, Sonderdruck des Deutschen Instituts der Universität Coimbra; Übersetzung aus dem Portugiesischen von Ursula Kayser mit Orlando Grossegesse en Literaturtheorie soy Ende? 50 Jahre Wolfgang Kaysers "Sprachliches Kunstwerk". Tübingen/Basel 2001).
- Kleine deutsche Versschule (1946, 25. Aufl. 1995)
- Das sprachliche Kunstwerk. Eine Einführung En dado Literaturwissenschaft (1948, 20. Aufl. 1992)
- Entstehung und Krise des deutschen Romanos (1955)
- Das Groteske. Seine Gestaltung En Malerei und Dichtung (1957)
- Wilhelm Buschs grotesker Humor (1958), Vortragsreihe der Niedersächsischen Landesregierung, Heft 4 (on-line).
- Dado Vortragsreise. Studien zur Literatur (1958)
- Dado Wahrheit der Dichter. Wandlung eines Begriffes En der deutschen Literatur (1959)
- Deutsche Literatur En unserer Zeit, hrsg. mit Benno von Wiese (1959)

## Publicaciones
- Rudolf Walter Leonhardt, Wolfgang Kayser. Er Guerra unentbehrlich und muß nun doch entbehrt werden; en: DADO ZEIT, 29. Januar 1960, Nr. 05.
- Orlando Grossegesse u. Erwin Koller (Herausgeber): Literaturtheorie soy Ende? 50 Jahre Wolfgang Kaysers "Sprachliches Kunstwerk". Internationales Kolloquium, Braga 1998. Francke, Tübingen/Basel 2001.
- Ingeborg Ackermann (1977). «Kayser, Wolfgang». Neue Deutsche Biographie (NDB) (en alemán) 11. Berlín: Duncker & Humblot. pp. 384-386; (texto completo en línea)